# فيليب غودفري راينهارد
فيليب غودفري راينهارد (بالإنجليزية: Philip Godfrey Reinhard)‏ هو محامي وقاضي أمريكي، ولد في 1941 في لاسال في الولايات المتحدة.